# Paramitha Rusady
 (juillet 2023).
Pradnya Paramitha Chandra Devy Rusady , née le 11 août 1966 à Makassar, est une actrice, présentateur, et chanteuse indonésienne.

## Biographie
Elle est née à Makassar en août 1966. Ses parents sont Raden Mas Yus Rusady Wirahaditenaya et Raden Ayu Mary Zumarya, professeur de danse. Rusady a travaillé comme mannequin et chanteuse, ainsi que comme actrice dans des films et des feuilletons. Dans sa jeunesse, elle a joué dans le film d'amour Mines d'amour, avec Rano Karno. Elle est apparue dans le documentaire Sous Nyiur Waving et dans Si Kabayan, jumelé avec Didi Petet. Après une longue pause, elle est revenue au théâtre en 2011, apparaissant dans le feuilleton, Anugerah.
Adolescente, elle jouait des instruments de musique et écrivait plusieurs chansons. En 2009, elle sort le single Troisième Mois.

## Vie personnelle
Le 23 juin 2000, elle a épousé Gunawan, un acteur de feuilleton qui avait sept ans de moins qu'elle. Ils ont divorcé en octobre 2002 sans avoir d'enfants. Le 20 mai 2004, elle a épousé Nenad Bago de Croatie. Il a changé son nom en Muhammad Hamzah Akbar après s'être converti à l'islam. Ils ont un fils, et divorcé en 2012.

## Discographie

### Album
- Jatuh Hati (1988)
- Nona Manis (3 Dara ; avec Ita Purnamasari et Sylvana Herman) (1990)
- Malam Minggu (3 Dara ; avec Ita Purnamasari et Sylvana Herman) (1991)
- Tanpa Dirimu (1991)
- Hanya Cinta (3 Dara ; avec Ita Purnamasari et Sylvana Herman) (1993)
- Tiada Lagi Asmara (1994)
- Sakral Cinta (2000)
- Best of the Best Paramitha Rusady (2003)
- Part of Your World – EP (2018)